# Моні Каптан
Моні Ральф Каптан (28 травня 1962, Монровія) — ліберійський політик, університетський професор і редактор газети. Міністр закордонних справ Ліберії (1996—2003), Міністр у справах президента (1996).

## Життєпис
Народився 28 травня 1962 року в Монровії, у сім'ї ліванського іммігранта та бізнесмена, мати — ліберіянка. Отримав бакалавра мистецтв, політологія Університет Каліфорнії у Сан-Дієго (1980-1985), Отримав диплом з міжнародних відносин Університету Сан-Дієго (1981-1987). Також навчався в Школі державного управління Джона Ф. Кеннеді, Гарвардський університет (2014)
До того, як обійняти посаду міністра закордонних справ, він був місцевим бізнесменом, власником незалежної ліберійської газети та професором університету Ліберії. Під час громадянської війни в Ліберії його газета висловлювала погляди, які іноді були симпатичні Чарльзу Тейлору та його Національному фронту патріотів Ліберії (NPFL). Після перемоги Тейлора на виборах, був призначений міністром закордонних справ. 
Він був одним із кількох урядовців, які не були членами НПФЛ Тейлора, та були призначені на посади високого рівня. Під час громадянської війни в Ліберії він проживав у Монровії, яка ніколи не контролювалася NPFL. Зараз Виконавчий Голова мобільного оператора Comium Liberia (2007-2010). Виконавчий директор Корпорації електричної енергії Ліберії. Моні Каптан, був обраний більш ніж як 70 % голосами 16 березня 2010 року президентом Торгово-промислової палати Ліберії.